# Agora Fidelio
Agora Fidelio est un groupe de rock français, originaire de Toulouse, en Haute-Garonne. Ils délivrent une musique épurée, intimiste, basée sur des émotions très fortes et personnelles. Le groupe est quelquefois classé dans la catégorie post-rock.

## Biographie
Le groupe est formé en l'an 2000 sous la forme de projet parallèle de Psykup. Le groupe interprète alors de simples reprises acoustiques. Le nom du groupe n'a pas de signification particulière. C'est la concaténation de Agora qui est le nom de l'ancien studio des Psykup, l'Agora (géré par Yannick Tournier, ex-Psykup), qui était aussi un lieu de vie et de rencontres, et Fidelio, qui est le mot de passe de la soirée orgiaque dans le film Eyes Wide Shut (à l'origine le nom de l'unique opéra de Beethoven). 
Après quelques changements, la formation se stabilise en 2002. Mathieu Miègeville, au chant, n'est alors plus que le seul membre de la formation initiale. Mathieu Sainty (Akira), qui prend la basse, était aussi membre du groupe Seaside. Julien Rouche, à la guitare, est aussi membre fondateur du groupe Naïve, qui sort son premier album en juin 2009. Il est aussi l'unique membre du projet électro Phantom Status. Le groupe définit alors les bases de son univers intimiste à travers ses premières chansons originales. 
En 2002, le groupe sort son premier album, Une histoire de chair, très marqué par les conséquences de l'explosion de l'usine AZF de Toulouse l'année précédente. Le deuxième album, Altitude zéro, sort en 2004. Le groupe se fait davantage connaître en tournant dans toute la France. Le troisième album, Le troisième choix, initialement prévu pour février 2006, sort avec 10 mois de retard, en novembre 2006. Le groupe propose fin mai 2006 un EP quatre titres nommé Finir à Paris (c'est en fait le titre d'une chanson du troisième choix). Cet EP propose deux morceaux du futur album, deux remixes issus d'Altitude Zéro, et le clip de Finir à Paris. Au début de 2007, Akira décide de quitter le groupe. Il est remplacé par Stéphane Bezzina (dit Pelo, bassiste de Psykup).
Le groupe annonce ensuite son quatrième opus, Les illusions d'une route, pour 2010. Il s'articulera sous la forme d'un triptyque triple album. Le premier volet, Barcelone, est auto-produit sort en 2010. Le groupe tourne en soutien à l'album, passant notamment au Rex de Toulouse, avec Kebous. Le second volet, Bagdad, sort en 2012. Le groupe sera inactif depuis.

## Membres
- Matthieu « MiLKa » Miègeville - chant, triton (Psykup, My Own Private Alaska)
- Julien « Jouch » Rouche - guitare (Naïve, Phantom Status)
- Stéphane « Pelo » Bezzina - basse (Psykup)
- Pierre-Marie « Pim » Lesouple - batterie
- Akira - basse (2000-2007)

## Discographie
- 2002 : Une histoire de chair
- 2004 : Altitude Zéro
- 2006 : Finir à Paris (EP)
- 2006 : Le troisième choix
- 2010 : Les Illusions d'une Route : Barcelone
- 2012 : Les Illusions d'une Route : Bagdad